# Орбізонія (Пенсільванія)
Орбізонія (англ. Orbisonia) — місто (англ. borough) в США, в окрузі Гантінгдон штату Пенсільванія. Населення — 449 осіб (2020).

## Географія
Орбізонія розташована за координатами 40°14′35″ пн. ш. 77°53′35″ зх. д. / 40.24306° пн. ш. 77.89306° зх. д. (40.242923, -77.893010).  За даними Бюро перепису населення США в 2010 році місто мало площу 0,25 км², уся площа — суходіл.

## Демографія
Згідно з переписом 2010 року, у селищі мешкало 428 осіб у 205 домогосподарствах у складі 112 родин. Густота населення становила 1693 особи/км².  Було 242 помешкання (957/км²).
Расовий склад населення:
| - 99,1 % — білих - 0,5 % — азіатів - 0,2 % — чорних або афроамериканців |

До двох чи більше рас належало 0,2 %. Частка іспаномовних становила 0,7 % від усіх жителів.
За віковим діапазоном населення розподілялося таким чином: 21,5 % — особи молодші 18 років, 56,5 % — особи у віці 18—64 років, 22,0 % — особи у віці 65 років та старші. Медіана віку мешканця становила 44,6 року. На 100 осіб жіночої статі у селищі припадало 90,2 чоловіків;  на 100 жінок у віці від 18 років та старших — 79,7 чоловіків також старших 18 років.
Середній дохід на одне домашнє господарство  становив 43 509 доларів США (медіана — 30 694), а середній дохід на одну сім'ю — 58 169 доларів (медіана — 45 625). За межею бідності перебувало 16,7 % осіб, у тому числі 25,2 % дітей у віці до 18 років та 17,6 % осіб у віці 65 років та старших.
Цивільне працевлаштоване населення становило 231 особа. Основні галузі зайнятості: транспорт — 19,9 %, освіта, охорона здоров'я та соціальна допомога — 19,5 %, роздрібна торгівля — 13,0 %, будівництво — 11,3 %.